# Casa Cafè Progrés
Casa Cafè Progrés és un habitatge del municipi de Figueres (Alt Empordà) inclòs en l'Inventari del Patrimoni Arquitectònic de Catalunya.

## Descripció
Edifici situat a la part baixa de la Rambla Sara Jordà, en ple centre de la ciutat. Edifici entre mitgeres de planta baixa, quatre plantes pis i altell, on es pot observar que inicialment estava format per tres. A la planta baixa allotjava el Cafè Progrés, actualment funciona l'Hotel Rambla. La façana és estreta i ordenada en tres registres usant els ordres clàssics. A la planta baixa i primer pis, ordre dòric amb pilastres adossades i encoixinat (abasta l'hotel, les portes d'accés i un altell). Ordre jònic amb pilastres als dos pisos superiors i coronat per entaulament. La primera, segona i tercera planta pis presenten balconades corregudes, la de la primera planta està suportada per mènsules clàssiques que arrenquen de l'altell. El darrer pis, per sobre de l'entaulament, amb dos balcons, està ordenat per motllures laterals a manera de prolongació visual dels ordres inferiors i coronat per una segona cornisa.

## Història
Rehabilitat per acollir l'Hotel Rambla per l'arquitecta Carme Bosch en els anys 2001-2002.